# Коновалов, Андрей Степанович
Андре́й Степа́нович Конова́лов (род. 13 сентября 1974, Челябинск, СССР) — советский и российский футболист, полузащитник; тренер.

## Карьера
Воспитанник челябинской ДЮСШ № 3. Известен по выступлениям за клуб «Спартак» Москва, в составе которого становился неоднократным чемпионом России. В 2007 году был игроком клуба «Шинник» Ярославль, выступавшего в первом дивизионе России и по итогам первенства с 1-го места вышедшего в премьер-лигу. По истечении срока контракта с «Шинником» в декабре 2007 года Коновалов покинул команду.
В январе 2010 года подписал двухлетний контракт с московским «Торпедо», в составе которого впервые появился на поле 11 мая во встрече с воронежским «Факелом», выйдя на замену в конце матча.
В 2012 году провёл четыре матча в любительской лиге (зона «Черноземье») за тульский «Арсенал».
В высшей лиге чемпионата России сыграл 196 матчей, забил 14 мячей.
В июне 2013 года принял предложение стать помощником главного тренера ФК «Спартак-2». С января 2017 года — помощник Евгения Бушманова в молодёжной сборной России. Покинул молодёжную сборную после ухода Бушманова. 11 марта 2021 года вернулся в «Спартак-2» вместе с Бушмановым. По окончании сезона 2021/22 команда была расформирована.

## Достижения
- Чемпион России (4): 1993, 1994, 1996, 1997
- Бронзовый призёр чемпионата России: 1995, 2003
- Победитель первого дивизиона России: 2002, 2007
- В 1989 году в составе сборной РСФСР стал победителем всесоюзного турнира памяти «Юность»
- В 1991 году в составе 2-й юношеской сборной СССР стал победителем мемориала Гранаткина в Ленинграде
- В списках 33 лучших футболистов чемпионата России (1): № 3 — 2001
- Победитель зоны «Центр» второго дивизиона: 2010